# Lublin (Wisconsin)
Lublin é uma vila localizada no estado norte-americano de Wisconsin, no Condado de Taylor.

## Demografia
Segundo o censo norte-americano de 2000, a sua população era de 110 habitantes.
Em 2006, foi estimada uma população de 96, um decréscimo de 14 (-12.7%).

## Geografia
De acordo com o United States Census Bureau tem uma área de
3,9 km², dos quais 3,9 km² cobertos por terra e 0,0 km² cobertos por água. Lublin localiza-se a aproximadamente 390 m acima do nível do mar.

## Localidades na vizinhança
O diagrama seguinte representa as localidades num raio de 24 km ao redor de Lublin.